# Patince
Patince (maďarsky Path) jsou obec na Slovensku, v okrese Komárno v Nitranském kraji. První písemná zmínka o obci pochází z roku 1260. Obec vznikla v roce 1957, vyčleněním osady Path od Marcelové. Leží na levém břehu Dunaje, který tvoří státní hranici s Maďarskem. Na protilehlém pravém břehu jsou maďarské obce Almásfüzitő a Dunaalmás. Patince jsou považovány za nejjižnější bod Slovenska.
V obci je římskokatolická kaple svatého Vendelína ze 13. století.
Blízko obce se nacházejí termální prameny. V roce 2006 zde bylo vybudováno termální koupaliště a rekreační středisko.